# L'Affaire Peiper
L'Affaire Peiper est le titre d'un téléfilm documentaire et d'un livre réalisés par Roger Kahane, sur une idée du journaliste Georges Arnaud.
Portrait du nazi Joachim Peiper, ancien complice de Himmler et criminel de guerre.
- L'affaire Peiper 1979 coll. Livre de poche.